# Oenopia conglobata
Oenopia conglobata este o specie de buburuză din familia Coccinellidae) originară din continentele Europa, Asia și Africa. Numele speciei colocvial din germană este de buburuza polopului sau Kugelige ('sferic' sau probabil 'rotund').

## Descriere
Adulții acestei specii ating 3,5 până la 5 mm lungime și forma corpului lor este ovală, ușor curbată. Elitrele sunt de culoare roz țipător sau eventual galben pal împărțite de o linie neagră și cu opt pete negre de formă pătratică, ce pot varia în mărime și câteodată chiar îmbinându-se una cu alta. De asemenea, această specie poate să fie complet neagră.  

## Răspândire
Oenopia conglobata este răspândită în Europa exceptând partea nordică, în Africa de Nord și în regiunile temperate din Asia; nu este întâlnită în Insulele Britanice și în partea nord-vestică. Specia preferă pădurile amestecate de la altitudini joase, fiind găsită adesea pe copaci ca plopul, zada și alte specii din genul Prunus.

## Hrănire
Ca multe alte specii de Coccinellidae, adulții și larvele speciei Oenopia conglobata se hrănesc cu afide.

## Obiceiuri
Pe perioada anotimpului de iarnă, specia hibernează sub scoarța pomilor, în majoritate sub cea a plopilor, ulmilor, stejarilor și castanilor sălbatici. 